# МХТ-1
МХТ-1 (скорочення від мінометний хімічний танк) — дослідний радянський легкий по масі хімічний мінометний танк (самохідний міномет) міжвоєнного періоду. 1935 року був побудований дослідний екземпляр машини, що успішно пройшов випробування, однак танк не був прийнятий на озброєння та серійно не вироблявся.

## Історія створення
На початку 1935 року за пропозицією начальника хімічних військ Забайкальського військового округу комбрига Геннадія Івановича Бринкова військовим інженером 6-ї механізованої бригади Птіциним був розроблений проєкт «хімічного мінометного танка» на базі серійного двобаштового легкого танка Т-26 зразка 1931 р., що отримав позначення МХТ-1. Машина призначалася для застосування в гірсько-лісистій місцевості. Дослідний зразок машини був побудований шляхом переоснащення серійного танка майстернями 6-ї механізованої бригади в тому ж році, після чого одразу поступив на випробування, які успішно завершилися до липня 1935 року. Машина була рекомендована до прийняття на озброєння, однак прийнята не була і подальші роботи по ній були припинені.

## Опис конструкції
Конструкція МХТ-1 була в цілому аналогічною серійному танку Т-26, відрізняючись складом озброєння та будовою підбаштової коробки лівої кулеметної башти. Показники рухливості машини також збереглися на базовому рівні. Екіпаж танка становили три людини — командир, що виконував також функції стрільця з кулемета, мінометник та механік-водій.

### Озброєння
Основним озброєнням машини був 107-мм міномет ХМ-31, встановлений в ніші демонтованої лівої кулеметної башти та прикривався нерухомим фанерним ковпаком, в даху якого був люк для стрільби із гармати і його завантаження в машину. Міномет встановлювався на три точки; в точці розміщення п'ятки опорної плити для пом'якшення ударів по корпусу в момент пострілу знаходився амортизатор з гуми і повсті.
Заряджання міномета проводилося одним членом екіпажу з правого боку. Стрільба могла вестися з зупинки або в русі на невеликій швидкості. Скорострільність досягала 16 пострілів на хвилину, дальність стрільби — 2 — 3 км. Боєкомплект міномета становив 70 мін різного призначення: фосфорні димові, міни з бойовими отруйними сполуками, міни з нестійкими газоподібними отруйними сполуками і міни з звичайної фугасною бойовою частиною. Прицілювання здійснювалося за допомогою телескопічного прицілу ТОП та оптичного квадранта.
Для самооборони машини в правій кулеметної башті що залишилася без змін в кульовій опорі розміщувався 7,62-мм танковий кулемет ДТ-29. Боєкомплект кулемета становили 1764 патрона в 28 дискових магазинах по 63 патрона.

## Збережені екземпляри
Відомостей про подальшу долю єдиного побудованого примірника немає. Ймовірно, машина була пущена на злам або знову переобладнана в лінійний танк.